# NGC 981
NGC 981 est une galaxie spirale située dans la constellation de la Baleine. NGC 981 a été découverte par l'astronome américain Ormond Stone en 1886.

## Caractéristiques
Sa vitesse par rapport au fond diffus cosmologique est de 4 318 ± 36 km/s, ce qui correspond à une distance de Hubble de 63,7 ± 4,5 Mpc (∼208 millions d'al).